# Blue Cheer
Blue Cheer foi uma banda americana de rock  que inicialmente tocou e gravou durante o fim dos anos 1960 e início dos anos 1970, tendo-se reunido esporadicamente até 2009. O grupo formado em São Francisco, Califórnia, tocava num estilo blues/rock psicodélico e também é creditado por ser um dos pioneiros no heavy metal, com seu cover de "Summertime Blues" citado como uma das primeiras canções do gênero. Eles também são notáveis por influenciar o desenvolvimento de variados estilos como punk rock, stoner rock, doom metal, rock experimental e  grunge.
Desde sua formação o Blue Cheer aliava em suas músicas o desenrolar do blues, juntamente à poderosas sessões ritmicas combinadas de baixo e bateria, além de efeitos pesadíssimos de guitarra assemelhando-se muito com as primeiras bandas do  gênero que veio a se chamar heavy metal, em que os guitarristas cada vez mais inventavam efeitos e jeitos diferentes de tocar, experimentando dissonâncias e escalas sobrepostas em suas composições. A estética fuzzy das guitarras com distorções pesadas, típicas dos equipamentos da época, fizeram a gênese do hard rock psicodélico assim como os grupos Black Sabbath e Pentagram (que inclusive produziu tributos especiais para a banda). 

## História

### Anos dourados (1967-1969)
O Blue Cheer foi fundado em 1967 por Eric Albronda e Jerry Russell, aficionados da música que queria participar da cena musical de San Francisco da década de 1960. Ambos se mudaram com Dickie Peterson de Davis, Califórnia, para San Francisco. Peterson tinha tocado anteriormente na banda Davis Staples Andrew & The Oxford Circle, bem como os futuros membros do Blue Cheer Paul Whaley e Gary Lee Yoder. Os membros originais do Blue Cheer foram cantor/baixista Dickie Peterson, Eric Albronda como baterista e guitarrista Leigh Stephens. Albronda mais tarde foi substituído por Paul Whaley, que foi apoiado pelo irmão de Dick, Jerre Peterson (guitarra), Vale Hamanaka (teclados) e Jerry Whiting (vocais e gaita). Albronda continuou sua associação com o Blue Cheer sendo o produtor e o co-produtor dos cinco primeiros álbuns do Blue Cheer.[12]
Diz-se que o Blue Cheer decidiu adotar uma configuração power trio após ver Jimi Hendrix tocar no Festival Pop de Monterey. Hamanaka e Badejo foram convidados a sair. Jerre Peterson não quis permanecer no grupo sem eles, assim ele partiu, deixando Dickie, Leigh e Paul como um trio. Seu primeiro sucesso foi uma versão cover de Eddie Cochran "Summertime Blues" do seu álbum de estreia, Vincebus Eruptum (1968). O single alcançou a posição # 14 no Billboard Hot 100 chart, seu único sucesso, e o álbum alcançou a posição # 11 na Billboard 200.
O grupo passou por várias mudanças de formação, a primeiro ocorreu após o lançamento em 1968 de Outsideinside quando Leigh Stephens deixou a banda devido a diferenças musicais ou, como alguns acreditam, surdez. Ele foi substituído por Randy Holden, anteriormente da banda de rock de garagem de Los Angeles The Other Half. No álbum de 1969 New! Improved! Blue Cheer, houve guitarristas diferentes nos lados  1 e 2 do disco (Randy Holden e Bruce Stephens) devido a partida inesperada de Holden da banda. Outro guitarrista que esteve na banda por um curto período foi Tom Weisser, que gravou com Mitch Mitchell na bateria e Dickie Peterson no baixo. Mais tarde, Ralph Burns Kellogg também se juntou a banda nos teclados. O estilo do Blue Cheer agora mudou para um som mais comercial do hard rock à la Steppenwolf ou Iron Butterfly. Para o quarto álbum Blue Cheer, Bruce Stephens saiu e foi sucedido por Gary Lee Yoder, que ajudou a completar o álbum.
De acordo com Dickie Peterson, lifestyle do grupo, durante este período houve problemas com a indústria da música. Peterson disse que o grupo estava indignado com a Guerra do Vietnã e a sociedade em geral.

### Reconfigurações inatividade, e primeiro hiato (1970)
A nova formação com Peterson, Ralph Burns Kellogg, Norman Mayell (bateria) e Yoder, em 1970 viu o lançamento de The Original Human Being, seguido por 1971 Oh! Pleasant Hope. O fraco desempenho de Oh! Pleasant Hope foi acompanhado de uma pausa nas atividades da banda em 1972.
Houve uma retomada temporária em 1974, com Dickie Peterson sendo acompanhado por seu irmão Jerre, Ruben de Fuentes (guitarra) e Terry Rae (bateria) para algumas datas da turnê. Este agrupamento continuou brevemente em 1975 com o ex-baixista do Steppenwolf , Nick St. Nicholas, substituindo Dickie. O grupo ficou inativo por quase três anos, até 1978.
Dickie voltou em 1978-79 com uma nova banda com Tony Rainier na guitarra e Fleck Mike na bateria. Esta versão do grupo nunca saiu dos estúdios.

### Nova configuração, mudança para a Alemanha, segundo e terceiro hiato (1980–1998)
O Blue Cheer de desfez mais uma vez no início de 1980. Houve outra tentativa de se reunir em 1983, mas não deu certo. Em 1984, Peterson retornou com Whaley e Rainier com um novo álbum The Beast Is Back, que foi lançado pela gravadora de Nova Iorque Megaforce Records. Whaley sai novamente em 1985 e é substituído por Brent Harknett, apenas para ser sucedido por Billy Carmassi em 1987. Nesse mesmo ano, Dickie liderou ainda outra formação que tinha Ruben de Fuentes de volta na guitarra e Eric Davis na bateria. Em 1988, a banda mudou mais uma vez, agora sendo composta por Dickie Peterson (baixo), com Andrew "Duck" Macdonald (guitarra) e Dave Salce (bateria).
De 1989 a 1993, a banda excursionou principalmente na Europa. Durante este tempo, eles tocaram com bandas como  Mountain, Outlaws, Thunder, The Groundhogs, Ten Years After, Mucky Pup, Biohazard e outros.
1989 viu o lançamento do primeiro álbum oficial ao vivo do Blue Cheer, Blitzkrieg over Nüremberg. Este álbum foi gravado durante a primeira turnê européia do Blue Cheer em décadas.
1990 viu o lançamento do álbum de estúdio Highlights and Lowlives, composto de uma balada e baseado em blues-heavy metal. O álbum foi produzido pelos notáveis produtores grunge Roland Hofmann e Jack Endino. A formação foi Peterson, Whaley na bateria e MacDonald na guitarra.
O próximo álbum, Dining with the Sharks, foi bem mais pesado que os anteriores. Duck MacDonald foi substituído pelo guitarrista alemão, ex-Monsters, Dieter Saller em 1990. Também tem destaque uma aparição especial do guitarrista do Groundhogs, Tony McPhee. O álbum foi produzido por Roland Hofmann. Gary Holland (ex-Dokken/Great White/Britton) substituiu Whaley na bateria em 1993.
Em 1992, Peterson gravou seu primeiro álbum solo “Child Of The Darkness " em Colônia, na Alemanha, com uma banda chamada "The Scrap Yard". O álbum foi lançado cinco anos mais tarde no Japão com o selo Captain Trip Records. Depois Peterson voltou para os Estados Unidos (1994), e a banda viu um novo hiato de 1994 a 1999.

### O retorno do Blue Cheer
Em 1999, Peterson & Whaley se juntam com o guitarrista MacDonald, para sair em turnê como. Esta configuração de banda permaneceu até a morte de Peterson em 2009.
Em 2000, Blue Cheer foi homenageado em um álbum tributo, Blue Explosion - A Tribute to Blue Cheer, com bandas como Pentagram, Internal Void, Hogwash e Thumlock.
Peterson e Leigh Stephens se juntam mais uma vez com o baterista Prairie Prince no Chet Helms Memorial Tribal Stomp no Golden Gate Park, San Francisco em 29 de outubro de 2005, sua performance contou com velhos nomes do Rock como Paul Kantner. Eles fizeram algumas gravações na Virgínia no Inverno de 2005 com Joe Hasselvander do Raven and Pentagram na bateria, devido a Paul Whaley, optar por permanecer na Alemanha. Hasselvander em todo o álbum, mas sua contribuição foi reduzida a bateria em cinco músicas, com Paul Whaley regravando as partes de bateria restantes. Isso aconteceu porque Whaley foi definido para se juntar a banda e considerou-se que ele deveria contribuir para o álbum. O disco resultante, What Doesn't Kill You..., lançado em 2007, como consequência con tou com contribuições de Whaley e Hasselvander.
O vídeo de Summertime Blues fez uma aparição no documentário de 2005, Metal: A Headbanger's Journey, onde Geddy Lee do Rush se refere ao grupo como uma das primeiras bandas de heavy metal.

### Morte de Peterson e dissolução (2009)
Em 12 de outubro de 2009, Peterson faleceu na Alemanha depois do desenvolvimento e propagação de um câncer de próstata. Após a morte de Peterson, o antigo guitarrista do Blue Cheer, Andrew MacDonald, escreveu no site do grupo que "Em respeito ao Dickie, o Blue Cheer nunca se tornará uma banda viável novamente”.

## Litígios sobre a propriedade de nome da banda
Nos últimos anos, uma disputa levantou-se a propriedade do nome da. Foi relatado que, no início dos anos 2000, o guitarrista da banda Randy Holden havia registrado o nome da banda Blue Cheer. Associação de Holden com Blue Cheer foi bastante breve; sua única gravação com a banda foram três faixas em New! Improved! Blue Cheer ,em 1969.
De acordo com Randy Pratt, este relatório não é inteiramente exato. Pratt fornece um comentário que começa da seguinte forma:
O nome da banda Blue Cheer foi registrado em 2000 pelo músico profissional Randy Pratt. Pratt colocour a marca de posse de Randy Holden,  guitarrista do Blue Cheer, depois Dickie Peterson disse que não queria ter nada mais a ver com isso, e seu único interesse era o futuro de sua nova banda, 'Mother Ocean'".